# Elías Agustín Ramírez
Elías Agustín Ramírez (Concordia, 2 de mayo de 2000) es un futbolista profesional argentino que juega como delantero en el Club Mitre de Santiago del Estero.

## Trayectoria
La carrera juvenil de Ramírez comenzó con el Club Salto Grande, antes de fichar por Gimnasia y Esgrima en 2016.  Pasó al fútbol de Primera División en abril de 2019 bajo la dirección de Darío Ortiz, saliendo del banco de suplentes en una victoria de Primera División en el Estadio Juan Carmelo Zerillo contra Colón el 6 de abril de 2019.
Permanece varios meses fuera del campo de juego por varias lesiones meñiscales.
En marzo de 2021 firma su primer contrato profesional hasta diciembre de 2024.
El 7 de marzo de 2022, Ramírez se incorporó al club Ferro Carril Oeste de General Pico del Torneo Federal A en préstamo hasta fin de año.
En 2024 se incorpora como jugador libre al Club Mitre de Santiago del Estero que participa en la Primera B Nacional. Su primer gol en Primera División lo consigue ante Deportivo Madryn en febrero de 2024 por el Campeonato de Primera Nacional 2024. En abril de 2024 parece un problema en la rodilla que lo dejó afuera de la práctica activa del fútbol hasta el final de temporada.

## Selección nacional
Ramírez recibió numerosas convocatorias de la selección argentina U19, incluso para los Juegos Sudamericanos de 2018 en Bolivia.

## Vida personal
Es hermano de  Eric Ramírez, que es futbolista profesional y también inició su carrera en Gimnasia y Esgrima La Plata. 

## Clubes
| Club                               | País      | Año         |
| ---------------------------------- | --------- | ----------- |
| Gimnasia y Esgrima La Plata        | Argentina | 2019 - 2022 |
| Ferro Carril Oeste de General Pico | Argentina | 2022        |
| Gimnasia y Esgrima La Plata        | Argentina | 2022 - 2024 |
| Mitre de Santiago del Estero       | Argentina | 2024-Act    |

## Estadísticas
Actualizado al 14 de abril de 2024 (según transfermarkt.com.ar)
| Gimnasia y Esgrima La Plata Argentina | 1.ª                 | 2018-19             | 1  | 0 | 0 | 0 | — | — | 1  | 0 |
| Gimnasia y Esgrima La Plata Argentina | 1.ª                 | 2021                | 0  | 0 | 1 | 0 | — | — | 1  | 0 |
| Gimnasia y Esgrima La Plata Argentina | 1.ª                 | 2023                | 3  | 0 | 2 | 0 | — | — | 5  | 0 |
| Gimnasia y Esgrima La Plata Argentina | Total               | Total               | 4  | 0 | 3 | 0 | 0 | 0 | 7  | 0 |
| Ferro Carril Oeste (General Pico) Argentina | 3ª                  | 2022                | 9  | 0 | 0 | 0 | — | — | 9  | 0 |
| Ferro Carril Oeste (General Pico) Argentina | Total club          | Total club          | 9  | 0 | 0 | 0 | 0 | 0 | 9  | 0 |
| Mitre (Santiago del Estero) Argentina | 2ª                  | 2024                | 4  | 1 | 0 | 0 | — | — | 4  | 1 |
| Mitre (Santiago del Estero) Argentina | Total club          | Total club          | 4  | 1 | 0 | 0 | 0 | 0 | 4  | 1 |
| Total en su carrera | Total en su carrera | Total en su carrera | 17 | 1 | 3 | 0 | 0 | 0 | 20 | 1 |
| (1) La copa nacional se refiere a la Copa Argentina y Copa de la Liga Profesional . (2) La copa internacional se refiere a la Copa Sudamericana y Copa Libertadores de América. |                     |                     |    |   |   |   |   |   |    |   |